# Roger de Beaumont, II conte di Warwick
Roger de Beaumont (1102 – 12 giugno 1153) fu un nobile di origine normanna e secondo conte di Warwick.

## Biografia
Era il figlio maggiore di Henry de Beaumont, I conte di Warwick e Margherita, figlia di Goffredo II di Perche e Beatrice d'Montdidier . Era anche conosciuto come Roger de Newburg.
Era generalmente considerato un uomo devoto e pio, come riportano delle cronache del periodo, le Gesta Regis Stephani.
Fu infatti il fondatore dell'Ospedale di S. Michele per lebbrosi che finanziò con le decime di Wedgnock e dotò di altri beni. Finanziò anche i cavalieri Templari.
Durante il regno di Stefano d'Inghilterra fondò un priorato dedicato a S. Kenned a Llangennilth, nella contea di Glamorgan.

## Matrimonio e discendenza
Nel 1130 sposò Gundred de Warenne, figlia di Guglielmo di Warenne, II conte di Surrey e di Elisabetta di Vermandois.
La coppia ebbe sei figli:
- William de Beaumont, III conte di Warwick;
- Waleran de Beaumont, IV conte di Warwick (1153 - 12 dicembre 1204);
- Henry de Beaumont, arciprete di Salisbury;
- Agnes de Beaumont, sposò Geoffrey de Clinton, ciambellano del re e figlio di Geoffrey de Clinton, fondatore del Castello di Kenilworth;
- Margaret de Beaumont;
- Gundred de Beaumont (c.1135-1200) che sposò Hugh Bigod, I conte di Norfolk e poi Roger de Glanville.